# Pica dàurica
Ochotona dauurica és una espècie de pica de la família dels ocotònids que viu a la Xina, Mongòlia i Rússia.